# Papuodendron lepidotum
Papuodendron lepidotum är en malvaväxtart som beskrevs av Cyril Tenison White. Papuodendron lepidotum ingår i släktet Papuodendron och familjen malvaväxter. Inga underarter finns listade i Catalogue of Life.